# حماد الدوسري
حماد مناحي فهد حماد هتيل الدوسري (1974 -)؛ شارك في انتخابات مجلس الأمة (ديسمبر 2012)، والتي أُجريت في يوم 1 ديسمبر 2012، وفاز بعضوية مجلس الامة الكويتي المُبطل بحكم المحكمة الدستورية، عن الدائرة الخامسة بعدد أصوات 882 وحصل على المركز السابع. وحماد حاصل على ليسانس شريعة من الجامعة الإسلامية في المدينة المنورة 2002 وكان يشغل منصب مُدير مكتب بلدية محافظة الاحمدي.

## أبرز مواقفه في مجلس الأمة
| الكتل                                          | مستقل     |
| إحالة استجواب أحمد الحمود إلى التشريعية (2013) | موافق     |
| المداولة الأولى لإسقاط الفوائد (2013)          | موافق     |
| التصويت على مرسوم الصوت الواحد (2013)          | موافق     |
| تأجيل استجواب الأذينة (2013)                   | موافق     |
| تأجيل استجواب هاني حسين (2013)                 | موافق     |
| تأجيل استجواب الشمالي (2013)                   | موافق     |
| تأجيل استجواب أحمد الحمود (2013)               | موافق     |
| قانون مكافحة الإرهاب وغسل الأموال (2013)       | غير موجود |